# Informationstechnische Servicestelle der gesetzlichen Krankenversicherung
Die Informationstechnische Servicestelle der gesetzlichen Krankenversicherung (ITSG) ist eine GmbH mit Sitz im hessischen Offenbach am Main. Sie übernimmt im Auftrag der Krankenkassen Aufgaben zur Vorbereitung, Realisierung und Optimierung der Datenaustauschverfahren. Gegenstand des Unternehmens ist die Unterstützung der Standardisierung und Normierung des Datenaustauschs in der gesetzlichen Krankenversicherung durch Produkte und Dienstleistungen sowie die Datenverarbeitung im Auftrag der Krankenkassen und ihrer Verbände im Sinne von § 207 ff. SGB V.
Die Gesellschaft erfüllt Aufgaben im Sinne von § 219 SGB V. Die vorbezeichneten Leistungen werden nur gegenüber Gesellschaftern sowie deren Mitgliedern erbracht; gegenüber Dritten, die direkt am Datenaustausch beteiligt sind oder deren Zulieferern und Dienstleistern nur nach Beschluss der Gesellschafterversammlung.

## Geschäftsziele
Für einen eingeschränkten Zielmarkt werden Dienstleistungen und Produkte zur beschleunigten Umsetzung und ständigen Optimierung der Datenaustauschverfahren entwickelt, angeboten und eingeführt sowie im Routinebetrieb betreut. Im Vordergrund steht die Unterstützung der Datenaustauschverfahren zwischen den gesetzlichen Krankenkassen und den Arbeitgebern sowie Leistungserbringern.
Das Spektrum des Leistungsangebots wird durch die Zusammenarbeit mit externen Partnern, ohne ständige Vorhaltung eigener Kapazitäten, bereitgestellt und bedarfsgerecht angepasst. Die ITSG folgt damit dem Gedanken des virtuellen Unternehmens. Ausgerichtet an den Bedürfnissen wird das Kernteam um Mitarbeiter der Krankenkassen oder von externen Unternehmen erweitert. Ohne langfristige Bindung kann nach der Umsetzung einer Aufgabenstellung der Personaleinsatz auf das erforderliche Kontingent reduziert werden.
Der überwiegende Anteil der Aktivitäten hat Projektcharakter. Die Aufgaben sind zeitlich oder bezogen auf den Leistungsumfang begrenzt. Dabei müssen die teilweise unterschiedlichen Anforderungen aller Krankenkassen koordiniert und einer gemeinschaftlichen Umsetzung zugeführt werden, ohne in den Wettbewerb der Krankenkassen einzugreifen.
Die Umsetzung der gemeinschaftlichen Aufgaben durch eine zentrale Stelle reduziert die Gesamtkosten, da redundante Tätigkeiten eliminiert werden. Zudem werden die Reaktions- und Bearbeitungszeiten verbessert und die einheitliche Außendarstellung gefördert.

## Gesellschafter
Die Gesellschafter der ITSG sind:
- GKV-Spitzenverband, (KdöR)
- AOK Beteiligungsgesellschaft mbH, (25 %)[3]
- vdek Verband der Ersatzkassen e.V.,
- Sozialversicherung für Landwirtschaft, Forsten und Gartenbau,
- die Deutsche Rentenversicherung Knappschaft-Bahn-See,
- die BITMARCK Holding GmbH (für die Betriebskrankenkassen und Innungskrankenkassen).